# Jules Dupré

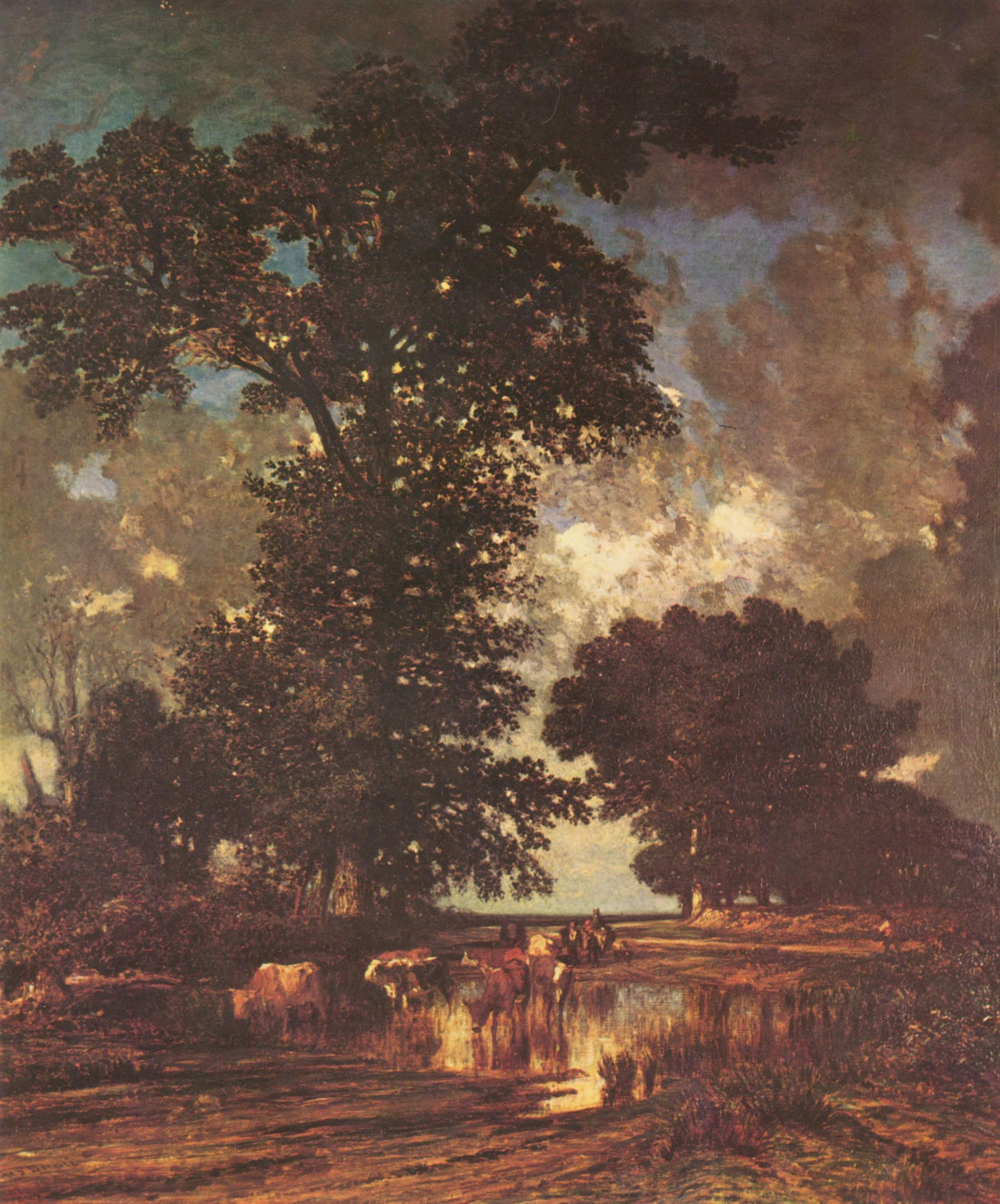
Una obra de Jules Dupré

Jules Dupré (Nantes, 1812 - Nantes, 1889) va ser un pintor francès.

## Biografia
Era un dels principals membres de l'escola de Barbizon de pintors paisatgistes. Era el fill d'un fabricant de porcellana, i va començar la seva carrera amb els treballs del seu pare, decorant la porcellana d'on ell va anar a la fàbrica de porcellana del seu oncle a Sèvres.
Després d'estudiar sota les ordres Dibold, un pintor de rellotges, va haver de passar per un període curt sense pintar, fins que atragués l'atenció d'un patró ric, que va venir al seu estudi i va comprar tots els estudis sobre les parets al preu exigit per l'artista de 20 francs cadascun.
Dupré va exhibir per primera vegada al saló de 1831, i tres anys més tard se li va concedir una medalla de la segona-classe. El mateix any va anar a Anglaterra. Allà va aprendre com expressar el moviment de la natura. Els districte de Southampton i de Plymouth, amb les seves amples extensions d'aigua, cel i terra, li van donar bones oportunitats per a estudiar el moviment de les tempestes i els núvols i del moviment de les fulles conduïdes pel vent. Va rebre la Legió d'Honor el 1848.

## Obra
El color de Dupré és sonor i ressonant; els temes per als quals va demostrar preferència marcada són efectes dramàtics de la posta del sol, cels i mars tempestuosos. Més tard va canviar el seu estil va arribar a una major simplicitat en les seves harmonies del color. Entre els seus principals treballs estan el matí i la tarda al Louvre.